# Dedevci
Dedevci (cirill betűkkel Дедевци), település Szerbiában, a Raškai körzet Kraljevoi községében.

## Népesség
- 1948-ban 673 lakosa volt.
- 1953-ban 647 lakosa volt.
- 1961-ben 612 lakosa volt.
- 1971-ben 560 lakosa volt.
- 1981-ben 514 lakosa volt.
- 1991-ben 442 lakosa volt.
- 2002-ben 341 lakosa volt, akik közül 338 szerb (98,02%), 1 macedón, 1 montenegrói, 1 ismeretlen.